# Centre de recherche et d'action pour la paix
 (octobre 2016).
Si vous disposez d'ouvrages ou d'articles de référence ou si vous connaissez des sites web de qualité traitant du thème abordé ici, merci de compléter l'article en donnant les références utiles à sa vérifiabilité et en les liant à la section « Notes et références ».
Le Centre de recherche et d'action pour la Paix (CERAP) est l'héritier, depuis 2002, de l'institut africain de développement économique et social (INADES) créé en 1962. Le CERAP abrite un institut universitaire jésuite (composé de l'IDDH - université privée en Côte d'Ivoire et pour l'Afrique de l'Ouest, un centre de documentation (CEDOC), une maison d'édition (EDICERAP) ainsi qu'un pôle social (composé du département action sociale en milieu urbain (ASMU) et du service projets).

## Histoire

### L'INADES (1962-2002)
L'institut africain pour le développement économique et social (INADES) a été créé en 1962, au moment de l'accession de nombreux États d'Afrique à l'indépendance politique.
À ses origines, on y trouve tout à la fois :
- le désir de certaines autorités spirituelles en Afrique (notamment des évêques catholiques d'Afrique de l'Ouest) de se doter d'un centre de réflexion chrétienne en matière de société,
- la disponibilité d'un centre déjà existant en France (l'Action populaire / Centre de recherche et d'action sociale, à Vanves près de Paris) à apporter son expérience,
- les encouragements des nouvelles autorités politiques ivoiriennes (dont le président Félix Houphouët-Boigny) à œuvrer pour le développement économique et social de leur pays.

L'INADES a beaucoup œuvré au cours des quarante premières années de son histoire à Abidjan. Après deux années où il fut provisoirement hébergé dans le quartier de Treichville, il s'installe à Cocody, nouveau quartier alors inoccupé mais en voie de lotissement. La première équipe est composée de cinq personnes qui se vouent :
- à l'établissement du premier plan agricole de Côte d'Ivoire (Jean-Louis Fyot),
- à l'enseignement, par correspondance, de cours sur le développement (Xavier Baronnet),
- à la recherche ethnologique et anthropologique universitaire (Claude Pairault),
- à des activités de conseil plus pastoral (Alfred de Soras et Albert Hanrion).

Ces activités ont été de pair avec plusieurs autres :
- l'INADES-Documentation : constitution progressive d'une importante bibliothèque et d'un centre de documentation,
- l'INADES-Formation : organisation (à l'initiative de Pierre Souillac) de formations techniques de base au profit des paysans, compte tenu de leur importance, elles donneront lieu à la création, en 1977, d'une association autonome sous l'impulsion de Philippe Dubin,
- l'ouverture d'INADES-Edition, maison d'éditions qu'anime Raymond Deniel de 1976 à 1992,
- la mise en place d'une action sociale en milieu urbain, avec Alain Renard depuis 1984.

L'INADES est aussi un sujet d'architecture élaboré en 1966 par Michel Ducharme, sa réalisation lui ayant valu le prix de l'Équerre d'argent.

### Le CERAP (depuis 2002)
En 2002, l'INADES doit être profondément repensé. Pratiquement réduit au Centre de documentation d'alors (l'IDOC) et au département d'Action Sociale en Milieu Urbain (ASMU) se déployant surtout dans le quartier d’Abobo où il est bien inséré, il peine à s'enraciner. Le moment est d'autant plus profitable pour repenser ses orientations que la Côte d'Ivoire, pays d'accueil, connaît elle-même les plus fortes turbulences de son histoire, contraignant de facto tous ceux qui y travaillent de quelque manière à réévaluer leurs entreprises et à prendre de nouvelles initiatives. Si diverses institutions ou organisations décident de quitter le pays – au moins provisoirement –, l'INADES choisit pour sa part d'y demeurer et de se renouveler de manière significative : il change de nom et il change de logo.
Nouveau nom
Le Centre de Recherche et d’Action pour la Paix (CERAP) remplace l'ancien nom pour signifier l'élargissement du champ d'intervention de l'ancien institut, désormais plus vaste que l'économique et le social, avec l'inclusion du politique, du culturel et du religieux. Toutefois le CERAP n'oublie pas sa filiation et la réputation acquise par l'INADES pendant quarante ans.
Nouveau logo
Un nouveau logo prend la place de l'ancien qui représentait, à travers un dessin africain stylisé, un crocodile à deux têtes voulant signifier le métissage que l'INADES ambitionnait de réaliser des deux cultures du Nord et du Sud. Le nouveau logo est centré sur une colombe traversant le continent africain sur l'horizon du globe mondial. Tout un programme est ainsi clairement indiqué : celui, pour l'Afrique, de trouver sa voie dans le contexte de la mondialisation, et, pour le CERAP, d'y aider de son mieux.

## Objectifs
À l'origine, en 1962, l'œuvre de l'INADES s'identifiait en tous points avec la mission religieuse jésuite qui en était le support. En 2003, le CERAP est distinct de la communauté jésuite et a son propre directeur. Régi depuis lors par des statuts qui lui confèrent une organisation autonome, il devient, par arrêté du ministre de l’intérieur le 15 mars 2010, association ivoirienne.
Les nouveaux objectifs sont de promouvoir l’enseignement social de l’Église en Afrique de l’Ouest, pour l’établissement d’une société plus juste et pacifique, telle que préconisée par la Compagnie de Jésus, et d’une manière générale, la poursuite de toutes autres missions de nature à contribuer à la réalisation de son objet.

## Organisation actuelle
Depuis 2014, le CERAP a été restructuré en 2 pôles : le pôle Universitaire et le pôle social.
- Le Pôle universitaire comprend :
  - L'institut universitaire jésuite nommé IDDH (Institut de la dignité et des droits humains). Cette université privée, reconnue par arrêtés ministériels des 21 septembre et 6 octobre 2005 et dont les diplômes sont reconnus par le CAMES, offre des formations universitaires (Licences, Masters) ainsi que des formations continues. Sujets: droit, économie, communication, management et organisation des projets, développement durable... et un MBA-Entrepreneuriat et Développement durable (en partenariat avec le Business School (ALTIS) de l'Université catholique de Milan).
  - CEDOC (Centre de documentation) dispose d’une importante bibliothèque classique et promeut une documentation numérique de référence (revue de presse quotidienne, portails permanents).
  - Les EDICERAP (Éditions du CERAP) publient des ouvrages universitaires, scientifiques et de haute culture ainsi que la revue mensuelle, Débats – Courrier d'Afrique de l'Ouest.

- Le Pôle social comprend :
  - L'ASMU (Action Sociale en Milieu Urbain) née en 1985 dans la commune d'Abobo (district d'Abidjan). Sa mission est de "travailler à la promotion de la dignité de la personne humaine et lutter contre la pauvreté en contribuant à réduire le phénomène de l’exclusion économique et sociale des jeunes, à améliorer les conditions de vie et les statuts des populations les plus vulnérables, à promouvoir au niveau collectif la responsabilité et la redevabilité sociale, la justice et la cohésion sociale". Elle accompagne notamment 350 jeunes chaque année dans l'apprentissage d'un métier auprès d'un maître artisan formateur et encadre des cours d'alphabétisation dans les locaux de Cocody et Abobo du CERAP.
  - Le Service projets se veut un département "d'action pour la réduction de la pauvreté, l'amélioration des statuts des populations les plus vulnérables et la promotion de la justice et de la cohésion sociale." Il intervient sur des thématiques de gestion de conflits, réconciliation, bonne gouvernance, renforcement des capacités…